# Gerald Willhite
Gerald William Willhite (Sacramento, 30 maggio 1959) è un ex giocatore di football americano statunitense che ha militato nel ruolo di running back nella National Football League (NFL).

## Carriera
Willhite fu scelto dai Denver Broncos nel corso del primo giro (21º assoluto) del Draft NFL 1982. Nella sua stagione da rookie, accorciata per uno sciopero dei giocatori, guidò la squadra con 347 yard corse. Nel 1986 disputò il Super Bowl XXI perso contro i New York Giants. In sette stagioni nella NFL, tutte con Denver, corse 1.688 yard e 17 touchdown, oltre a ricevere 207 passaggi per 1.767 yard e altre 5 marcature su ricezione. Nel 2020 fu introdotto nella Sacramento Sports Hall of Fame.

## Palmarès

### Franchigia
- American Football Conference Championship: 1

Denver Broncos: 1986